# Hybandoides acuticornis
Hybandoides acuticornis är en insektsart som beskrevs av Schmidt 1926. Hybandoides acuticornis ingår i släktet Hybandoides och familjen hornstritar. Inga underarter finns listade i Catalogue of Life.